# بريد إلكتروني مؤقت

## طبيعة عمل مواقع البريد المؤقت
تعمل هذه المواقع علي إنشاء بريد مؤقت بوقت محدد أو بـعنوان بروتوكول الإنترنت.
الخاص بك ويتغير عند تغيره، ويتم إنشاء عنوان البريد بشكل عشوائي وبعض المواقع تتيح لك اختيار اسم بريد وليس عشوائي، وعند انتهاء صلاحية البريد يتم حذف جميع الرسائل الموجوده به، وتستطيع ان تجدد المدة المحدده في المواقع التي تعمل بالوقت قبل انتهائه وهي لا تزيد عن ساعة، أو يمكن ان تنشاء بريد اخر.
خدمة البريد الإلكتروني المؤقت (Disposable E.mail address) هي عبارة عن خدمة تتكون من بريد الكتروني يتم انشائه لفترة زمنية مؤقتة بغرض استقبال رسائل تأكيد التسجيل أو خلافه وبعدها يتم حذفه تلقائياً من مقدم الخدمة.

## الاستخدامات والفوائد
- حماية خصوصية المستخدم فأغلب مزودات البريد المؤقت لا تطلب أية بيانات شخصية للحصول على بريد مؤقت.
- تفعيل الحسابات للخدمات والمواقع المختلفة دون الحاجة لإبراز البريد الشخصي.
- الحماية من الرسائل المزعجة التي قد تصلك إلى بريدك الشخصي في حال استخدامه في تفعيل الحسابات والخدمات وخاصة غير الموثوقة منها.

## العيوب
- عدم القدرة على الاطلاع على الرسائل التي تصل إلى البريد المؤقت بعد انتهاء مدة صلاحيته.
- قصر مدة البريد المؤقت لبعض المزودين ولكن خاصية تمديد المدة المتوفرة في بعض المواقع قد تكون هي الحل الأمثل لهذه المشكلة.
- بعض المزودين لا يمكننون المستخدم من اختيار الاسم الذي يرغب به بل يوفرون أسماء عشوائية فقط.
- الاستخدامات الخاطئة لمثل هذه الخدمة قد تؤدي إلى أمور لا تحمد عواقبها، خاصة عند استخدام البريد المؤقت الذي بإمكان أي شخص إعادة إنشاؤه من نفس المزود بنفس الاسم قد يؤدي لسرقة الحسابات المرتبطة بهذا البريد وذلك بطلب استعادة كلمة السر.
- بعض المواقع التي تأخذ وقت كبير في الإرسال مما يتطلب منك الانتظار الي جانب البريد لكي لا ينتهي صلاحيته.[1]

## الاهمية
إن بعض المواقع التي تطلب تسجيل الدخول لكي يتم عرض الموضوع لك أو لتحميل ملف من تلك المواقع أو لاي سبب آخر، وتطلب تأكيد التسجيل عبر رسالة يتم ارسالها إلى بريدك الذي قمت بالتسجيل به، مما قد يضطرك إلى إنشاء بريد الكتروني آخر لمثل تلك الحالات، وايضاً لتجنب حملات المواقع الاعلانية المزعجة ورسائل السبام كما ان بعض المواقع وهمية وظيفتهاج جمع البريد اللكتروني وبعض الصفحات غير الموثوقة المستخدمة للتحميل أو غيره قد تأخذ البريد الإلكتروني وكلمة المرور ويقوم بتجربتهة على مواقع أخري
هناك اشياء سيئ أخرى في استخدام البريد الإلكتروني في مواقع مجهولة 

## مواقع معروفة
ظهر بعض المواقع والشركات العربية التي اقتبست الخدمة من المواقع الإنجليزية نظرا لاهميتها منها:
- مهمل mohmal : هو أول بريد مؤقت من إنتاج عربي ظهر سنة 2010، يقدم لك بريد مؤقت قابل للتمديد بضغطة زر.
- موقع مؤقت [4] وهو موقع عربي يقدم الخدمة لمدة ساعة كاملة يمكن تمديدها لمدة ساعة أخرى، بدأ عمله عام 2012
- Temp-Mails: يقدم خدمة بريد الكتروني مؤقت لمدة ساعة بالإضافة لارقام لاستقبال الرسائل القصيرة من كل انحاء العالم
- FakeInbox: موقع إنجليزي لنفس الخدمة ولنفس المدة أيضاً)
- Guerrillamail موقع إنجليزي يقدم لك خدمة بريد الكتروني وهمي لوقت غير محدود وبـ 7 نطاقات يمكن اختيار احدها لمدة ساعة كاملة.[5]
- Temp Mail.[3]
- yopmail
- maildrop
- getairmail
- tittbit
- mailinator
- 10minutemail